# Négyesfő

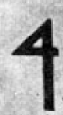
Négyesfő

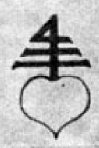
Merkúr-kereszt

A négyesfő a polgári heraldika jellegzetes rúnaszerű címerábrája. Legegyszerűbb formájában a feje az arab négyes számhoz hasonló jelkép. Ez különféle variációkban fordulhat elő, kiegészülhet a mesterjegyekre emlékeztető nyúlványokkal is. Németországban nagyon gyakori és német hatásra terjedt el polgári címerekben, Franciaországban viszont szinte ismeretlen. A polgári címerek szimbólumainak rendszerezésére és nevezéktanuk kidolgozására Tompos Ernő tett kísérletet. 
Az eredetével kapcsolatban bizonytalanság uralkodik. Egyes vélemények szerint a kereskedőket jogosan megillető négy százalékos haszonra utal. A kereskedők görög istene Merkúr volt, ezért a négyesfőt "Merkúr pálcájának" is nevezik, noha jobban megfelel a Jupiter asztrológiai és alkímiai bolygószimbólumának. A Merkur-kereszt is inkább a Jupiter szimbólumának felel meg. A Jupitert az okkultizmusban a legszerencsésebb bolygónak tartják. Szorosan összefügg a bölcsességgel, a tudással és a hittel. Az optimista hozzáállás, a munkahelyi és házassági siker jelképe, az olyan emberé, aki az igaz dolgokért küzd és az evilági élvezeteket keresi. A görög mitológiában a főisten, Zeusz képében jelenik meg. 
Könnyen lehet, hogy a különféle mesterjegyes, számunkra értelmezhetetlen vonalkombinációk, köztük a négyesfő változatai, valamilyen jeles esemény, születés, sikeres üzlet dátumának asztrológiai aspektusát vagy alkímiai elvének a képi megjelenítését rejti. Ilyen aspektus például a coniunctio aurea, a Jupiter és a Szaturnusz, az "ikerplanéták" együttállása, mely ritkán fordul elő, ezért az asztrológiában különösen jelentősnek és szerencsésnek tartották ("királyaspektus"). A királyaspektus asztrológiai jele pedig a Jupiter és a Szaturnusz bolygószimbólumainak az összetételéből jön létre. Egy másik aspektus (azaz az ellentétes princípiumok együttállása, egyesülése), melynek nagy jelentőséget tulajdonítottak, a Mars és a Vénusz együttállása, mely a lehető legnagyobb mértékű erkölcstelenséget okozza. A Nap, a Hold (a nő, illetve a férfi) és a Merkúr együttállása a coniunctio triptativa. 

A Jupiter szimbóluma
A Szaurnusz szimbóluma
A királyaspektus (coniunctio aurea) szimbóluma

## Lásd még
mesterjegy